# هونگ جون پیو
هونگ جون پیو (کره‌ای: 홍준표؛ زادهٔ ۲۰ نوامبر ۱۹۵۳) سیاستمدار اهل کره جنوبی و دادستان پیشین است که از سال ۲۰۲۲ شهردار ده‌گو بوده است. او پیش‌تر به مدت پنج دوره نماینده مجلس ملی، فرماندار استان گیونگ‌سانگ جنوبی و رهبر حزب محافظه‌کار حزب ملی بزرگ در سال ۲۰۱۱ و سپس رهبر جانشین آن، یعنی حزب لیبرتی کره از سال ۲۰۱۷ تا ۲۰۱۸ بوده است. او در انتخابات ریاست‌جمهوری کره جنوبی ۲۰۱۷ نامزد حزب لیبرتی کره بود و در نهایت در انتخابات عمومی به مقام دوم رسید و در مقابل مون جه این شکست خورد. هونگ در انتخابات ریاست‌جمهوری کره جنوبی ۲۰۲۲ نیز به عنوان نامزد حزب محافظه‌کار قدرت مردم وارد رقابت شد و در مرحله مقدماتی به مقام دوم رسید و با اختلاف کمی از یون سوک یول شکست خورد.